# 가나타촌
가나타촌(金田村)은 아오모리현 미나미쓰가루군에 설치되었던 촌이다. 현재의 히라카와시에 해당한다.

## 연혁
- 1889년 4월 1일 - 정촌제 시행에 의해 미나미쓰가루군 가나야촌, 미나미나카무라촌, 아라야마치촌, 리페이촌을 합병해 가나타촌이 발족하였다.
- 1937년 4월 1일 - 미나미쓰가루군 오노에촌과 합병해 오노에정을 신설해 소멸하였다.

## 참고문헌
- 『市町村名変遷辞典』東京堂出版、1990年。